# Saison 2002-2003 du FC Nantes Atlantique
Chronologie
Saison précédente Saison suivante
La saison 2002-2003 du FC Nantes Atlantique est la 40e saison d'affilée du club en Ligue 1. Le club nantais termine à la 9e place avec 56 points (pour 16 victoires, 8 nuls, 14 défaites ; 37 buts pour, 38 buts contre).

## Résumé de la saison
Après un titre de champion de France en 2001 et une saison 2001-2002 difficile, la nouvelle saison 2002-2003 confirme la perte de vitesse rapide du club. Le recrutement se veut sage malgré plusieurs départs, dont celui de Néstor Fabbri, figure historique du FCNA, mais le club investit tout de même sur un jeune attaquant portugais d'origine congolaise, Ariza Makukula, le plus gros transfert de l'histoire du club (6 millions d'euros). Ce dernier se révèle une déception complète pour sa seule saison au club (18 matches, 1 but).
Mais la principale déception est ailleurs car l'équipe n'affiche plus la santé du printemps 2002, elle offre un jeu offensivement appauvri et joue les seconds rôles en championnat, avec une neuvième place au classement final, au cours d'une saison où les Nantais sont particulièrement inspirés contre les grosses équipes. En effet, ils ne perdent ni contre le PSG (victoire 1-0 au Parc et 1-1 à la Beaujoire), ni contre l'OM (victoires 2-0 à Gerland en match délocalisé puis 1-0 à la Beaujoire), ni contre Lyon (victoire 1-0 à la Beaujoire et 0-0 à Gerland), ni contre Bordeaux (deux nuls 0-0), ni contre le RC Lens (2-2 à la Beaujoire et victoire 1-0 à Bollaert), néanmoins les Canaris perdent deux fois contre Monaco (défaites 2-1 à Louis II et 2-0 à la Beaujoire).
Les performances ne sont pas meilleures en coupes. En Coupe de la Ligue pourtant, Nantes élimine le PSG au Parc-des-Princes en 1/16e de finale (2-3), en particulier grâce à un arrêt sur penalty du spécialiste Mickaël Landreau : face à Ronaldinho, le gardien se tient nettement excentré sur la gauche, l'attaquant, perturbé, hésite avant de tirer sur Landreau. Mais le FCNA est éliminé en quarts et, en coupe de France, en 1/16e. Angel Marcos, en rupture avec les joueurs qui composent l'équipe, est démis de ses fonctions en fin de saison.

## Effectif et encadrement

### Tableau des transferts
| Nom               | Nationalité        | Poste     | Modalités      | Provenance/Destination    | Division              |
| ----------------- | ------------------ | --------- | -------------- | ------------------------- | --------------------- |
| Arrivées          |                    |           |                |                           |                       |
| Pascal Delhommeau | France             | Défenseur | Retour de prêt | FC Lorient                | Division 1 (D1)       |
| Stéphen Drouin    | France             | Défenseur |                | FC Nantes Atlantique rés. | CFA - C (D4)          |
| Wilfried Dalmat   | France             | Milieu    | Retour de prêt | Olympique de Marseille    | Division 1 (D1)       |
| Luigi Glombard    | France             | Attaquant |                | FC Nantes Atlantique rés. | CFA - C (D4)          |
| Ariza Makukula    | Portugal           | Attaquant |                | UD Salamanque             | Segunda División (D2) |
| Mirza Mešić       | Bosnie-Herzégovine | Attaquant | Retour de prêt | FK Sarajevo               | Premijer Liga (D1)    |
| Départs           |                    |           |                |                           |                       |
| Yves Deroff       | France             | Défenseur |                | RC Strasbourg             | Ligue 1 (D1)          |
| Néstor Fabbri     | Argentine          | Défenseur |                | EA Guingamp               | Ligue 1 (D1)          |
| Charles Devineau  | France             | Milieu    |                | Stade lavallois MFC       | Ligue 2 (D2)          |
| Hassan Ahamada    | France             | Attaquant | Prêt           | SC Bastia                 | Ligue 1 (D1)          |
| Pierre Aristouy   | France             | Attaquant | Prêt           | Grenoble Foot 38          | Ligue 2 (D2)          |

| Nom               | Nationalité | Poste     | Modalités | Provenance/Destination | Division            |
| ----------------- | ----------- | --------- | --------- | ---------------------- | ------------------- |
| Arrivées          |             |           |           |                        |                     |
| Départs           |             |           |           |                        |                     |
| Nicolas Laspalles | France      | Défenseur |           | US Lecce               | Serie B (D2)        |
| Wilfried Dalmat   | France      | Milieu    | Prêt      | LB Chateauroux         | Ligue 2 (D2)        |
| Pierre-Yves André | France      | Attaquant | Prêt      | Bolton Wanderers FC    | Premier League (D1) |

## Matchs amicaux
| Date                     | Horaire | TV | Adversaire          | Division            | Lieu               | Score | Buteur du FCNA              | Affluence |
| ------------------------ | ------- | -- | ------------------- | ------------------- | ------------------ | ----- | --------------------------- | --------- |
| Vendredi 5 juillet 2002  | 16h00   |    | AC Sparta Prague    | Gambrinus Liga (D1) | Axams              | 0 - 1 | -                           | ?         |
| Samedi 13 juillet 2002   | 19h00   |    | FC Bohemians Prague | Gambrinus Liga (D1) | La Baule-Escoublac | 0 - 0 | -                           | ?         |
| Mercredi 17 juillet 2002 |         |    | EA Guingamp         | Ligue 1 (D1)        | Gourin             | 1 - 4 | Da Rocha 15e                | 2.500     |
| Mercredi 24 juillet 2002 | 18h00   |    | FC Dinamo Bucarest  | Divizia A (D1)      | Vannes             | 2 - 0 | Quint 33e (pen.) 65e (pen.) | ?         |
| Samedi 17 juillet 2002   | 18h00   |    | Stade rennais FC    | Ligue 1 (D1)        | Vannes             | 2 - 0 | Moldovan 62e, Makukula 67e  | ?         |
| Jeudi 10 octobre 2002    | 20h00   |    | Stade brestois 29   | National (D3)       | Brest              | 0 - 0 | -                           | 2.328     |
| Vendredi 25 avril 2003   | 19h00   |    | AS Monaco FC        | Ligue 1 (D1)        | Vannes             | 1 - 1 | Delhommeau 31e              | 3 .000    |

## Compétitions

### Ligue 1
| Date              | Journée | TV       | Adversaire               | Lieu | Score | Buteurs du FCNA                                  | Class. | Affluences |
| ----------------- | ------- | -------- | ------------------------ | ---- | ----- | ------------------------------------------------ | ------ | ---------- |
| 3 août 2002       | J01     | Canal+   | Olympique de Marseille   | Ext. | 2 - 0 | Yepes 61e, Berson 89e                            | 3      | 7.742      |
| 10 août 2002      | J02     | -        | SC Bastia                | Dom. | 1 - 0 | Berson 85e                                       | 1      | 34.336     |
| 17 août 2002      | J03     | -        | FC Sochaux-Montbéliard   | Ext. | 2 - 4 | Moldovan 19e, Djemba-Djemba 63e                  | 5      | 14.433     |
| 24 août 2002      | J04     | Canal+   | RC Lens                  | Dom. | 2 - 2 | Yepes 5e, Da Rocha 28e                           | 7      | 34.084     |
| 31 août 2002      | J05     | -        | CS Sedan-Ardennes        | Ext. | 0 - 1 | -                                                | 10     | 13.240     |
| 11 septembre 2002 | J06     | -        | AS Monaco FC             | Ext. | 1 - 2 | Makukula 42e                                     | 11     | 6.634      |
| 14 septembre 2002 | J07     | TPS Star | Olympique lyonnais       | Dom. | 1 - 0 | Vahirua 18e                                      | 11     | 33.444     |
| 21 septembre 2002 | J08     | -        | Stade rennais FC         | Ext. | 0 - 1 | -                                                | 11     | 20.537     |
| 28 septembre 2002 | J09     | Canal+   | AJ Auxerre               | Dom. | 1 - 4 | Moldovan 35e                                     | 13     | 32.820     |
| 5 octobre 2002    | J10     | -        | AC Ajaccio               | Ext. | 0 - 1 | -                                                | 16     | 5.535      |
| 19 octobre 2002   | J11     | -        | OGC Nice                 | Dom. | 0 - 0 | -                                                | 15     | 30.588     |
| 26 octobre 2002   | J12     | -        | Le Havre AC              | Ext. | 1 - 1 | Gillet 12e (pen.)                                | 16     | 11.420     |
| 3 novembre 2002   | J13     | Canal+   | FC Girondins de Bordeaux | Dom. | 0 - 0 | -                                                | 16     | 30.347     |
| 9 novembre 2002   | J14     | -        | Lille OSC                | Ext. | 1 - 0 | Ziani 50e                                        | 15     | 15.222     |
| 16 novembre 2002  | J15     | -        | RC Strasbourg            | Dom. | 4 - 1 | Vahirua 19e 61e, Dalmat 80e 89e                  | 13     | 31.468     |
| 22 novembre 2002  | J16     | Canal+   | Paris Saint-Germain FC   | Ext. | 1 - 0 | Armand 30e                                       | 13     | 39.827     |
| 30 novembre 2002  | J17     | -        | Montpellier HSC          | Dom. | 3 - 1 | Vahirua 33e, Da Rocha 58e, Gillet 89e (pen.)     | 8      | 32.272     |
| 4 décembre 2002   | J18     | -        | EA Guingamp              | Ext. | 0 - 2 | -                                                | 10     | 17.286     |
| 15 décembre 2002  | J19     | -        | ESTAC Troyes             | Dom. | 2 - 1 | Pujol 11e, Gillet 13e                            | 9      | 27.994     |
| 20 décembre 2002  | J20     | -        | SC Bastia                | Ext. | 1 - 3 | Vahirua 63e                                      | 9      | 7.706      |
| 22 janvier 2003   | J23     | -        | CS Sedan-Ardennes        | Dom. | 4 - 1 | Pujol 51e, Ziani 52e, Savinaud 61e, Moldovan 85e | 9      | 28.404     |
| 29 janvier 2003   | J24     | Canal+   | AS Monaco FC             | Dom. | 0 - 2 | -                                                | 10     | 31.768     |
| 1er février 2003  | J25     | TPS Star | Olympique lyonnais       | Ext. | 0 - 0 | -                                                | 9      | 33.227     |
| 5 février 2003    | J26     | -        | Stade rennais FC         | Dom. | 1 - 0 | Pujol 78e                                        | 9      | 32.846     |
| 9 février 2003    | J27     | Canal+   | AJ Auxerre               | Ext. | 1 - 0 | Moldovan 2e                                      | 8      | 7.834      |
| 15 février 2003   | J21     | -        | FC Sochaux-Montbéliard   | Dom. | 0 - 1 | -                                                | 11     | 29.670     |
| 22 février 2003   | J28     | -        | AC Ajaccio               | Dom. | 1 - 0 | Gillet 66e (pen.)                                | 8      | 31.998     |
| 28 février 2003   | J29     | -        | OGC Nice                 | Ext. | 1 - 1 | Vahirua 74e                                      | 8      | 16.399     |
| 8 mars 2003       | J30     | -        | Le Havre AC              | Dom. | 2 - 0 | Pujol 29e, Vahirua 90e                           | 5      | 31.506     |
| 14 mars 2003      | J22     | TPS Star | RC Lens                  | Ext. | 1 - 0 | Savinaud 62e                                     | 11     | 36.800     |
| 22 mars 2003      | J31     | -        | FC Girondins de Bordeaux | Ext. | 0 - 0 | -                                                | 6      | 32.242     |
| 5 avril 2003      | J32     | -        | Lille OSC                | Dom. | 1 - 0 | Gillet 47e (pen.)                                | 5      | 35.028     |
| 12 avril 2003     | J33     | -        | RC Strasbourg            | Ext. | 0 - 2 | -                                                | 7      | 12.896     |
| 19 avril 2003     | J34     | TPS Star | Paris Saint-Germain FC   | Dom. | 1 - 1 | Gillet 48e                                       | 8      | 36.101     |
| 3 mai 2003        | J35     | -        | Montpellier HSC          | Ext. | 0 - 1 | -                                                | 10     | 13.731     |
| 10 mai 2003       | J36     | -        | EA Guingamp              | Dom. | 0 - 4 | -                                                | 10     | 34.919     |
| 20 mai 2003       | J37     | -        | ESTAC Troyes             | Ext. | 0 - 2 | -                                                | 11     | 10.976     |
| 24 mai 2003       | J38     | -        | Olympique de Marseille   | Dom. | 1 - 0 | Quint 83e                                        | 9      | 36.411     |

### Coupe de France
| Date            | Tour            | Adversaire     | Niveau  | Lieu | Score | Buteurs du FCNA       | Affluence |
| --------------- | --------------- | -------------- | ------- | ---- | ----- | --------------------- | --------- |
| 11 janvier 2003 | 1/32e de finale | Stade de Reims | L2 (D2) | Ext. | 2 - 0 | Pujol 63e, Gillet 90e | 8.600     |
| 25 janvier 2003 | 1/16e de finale | FC Lorient     | L2 (D2) | Ext. | 0 - 1 | -                     | 11.321    |

### Coupe de la Ligue
| Date                     | Tour            | Adversaire  | Niveau  | Lieu | Score                 | Buteurs du FCNA                           | Affluence |
| ------------------------ | --------------- | ----------- | ------- | ---- | --------------------- | ----------------------------------------- | --------- |
| Dimanche 8 décembre 2002 | 1/16e de finale | Paris SG    | L1 (D1) | Ext. | 3 - 2                 | Yepes 26e, Armand 34e, Alonzo 77e (csc)   | 23.176    |
| Dimanche 19 janvier 2003 | 1/8e de finale  | EA Guingamp | L1 (D1) | Ext. | 3 - 3, 4-2 aux t.a.b. | Quint 58e, Gillet 100e (pen.), André 104e | 10.490    |
| Mercredi 5 mars 2003     | 1/4 de finale   | FC Metz     | L2 (D2) | Dom. | 0 - 2                 | -                                         | 26.258    |